# Tågplan
En tågplan är en övergripande planering av all tågtrafik i ett land.

## Planeringen i Sverige
Den ansvariga myndigheten för tågplanen i Sverige är Trafikverket.
Utgångspunken är den järnvägsnätsbeskrivning (JNB) som utges av Trafikverket. Men den som underlag ansöker trafikoperatörerna om att få köra sina tåg med önskade tidtabeller. För tågplanen 2013 var det 44 operatörer som sökte tillstånd. Varje tåg som ska köras ges ett tågläge. Tågläget garanterar en plats på bansträckan under angiven tid på dygnet. Både persontåg, godståg och arbetståg tilldelas tåglägen. För 2013 resulterade planeringen i 7523 tåglägen vilket motsvarade cirka 1,5 miljoner tåg under året.
Vid konflikter mellan olika operatörers önskemål finns en process för att hantera dessa. Dessutom kan vissa banor förklaras överbelastade redan i järnvägsnätsbeskrivningen. 2013 var fyra banor detta.
Tågplanen träder i kraft dagen efter den andra lördagen i december och gäller i ett år. Tidpunkten styrs av internationella regler via UIC, detta för att det skulle bli onödigt svårt med planering av tågresor om tidtabeller byttes  olika datum i olika länder.

## Planeringen inom EU
Enligt ett EU-direktiv ska tågplaneringen och infrastrukturdriften i varje land skötas av en statlig organisation avskild från tågoperatörer.
Vanligen har det statliga järnvägsbolaget monopol på persontrafik i sitt land (undantaget bl.a. internationell trafik), medan godstrafiken ofta är avreglerad så att det kan finnas olika operatörer. Tågplaneringen kan skötas av ett separat bolag, som ändå kan ha nära band till den statliga persontrafiksoperatören.